# Rezmondo
Rezmondo település Spanyolországban, Burgos tartományban. Rezmondo Herrera de Pisuerga, Castrillo de Riopisuerga, Zarzosa de Río Pisuerga, Sotresgudo és Melgar de Fernamental községekkel határos. Lakosainak száma 17 fő (2024).

## Népesség
A település népessége az utóbbi években az alábbiak szerint változott:
| Lakosok száma | 24   | 25   | 23   | 20   | 16   | 15   | 20   | 19   | 21   | 17   |
|               | 2001 | 2004 | 2006 | 2009 | 2011 | 2014 | 2016 | 2019 | 2021 | 2024 |